# Mukesh (Sänger)
Mukesh Chand Mathur (* 22. Juli 1923 in Ludhiana, Punjab; † 27. August 1976 in Detroit, Michigan) war ein indischer Playbacksänger des Hindi-Films.

## Leben
Mukesh wurde in Ludhiana als Sohn von Zorawar Chand Mathur und Chand Rani geboren. Er heiratete 1946 Saral Trivedi Raichand Alias in einem Tempel in Kandiwali. Mukesh gehörte neben Kishore Kumar und Mohammed Rafi zu den drei erfolgreichsten männlichen Playbacksängern Indiens der 1950er und 1960er Jahre.

## Filmografie (Auswahl)
- 1948: Aag
- 1949: Barsaat
- 1949: Andaz
- 1951: Awara – Der Vagabund von Bombay (Awaara)
- 1953: Aah
- 1955: Der Prinz von Piplinagar (Shree 420)
- 1956: Unter dem Mantel der Nacht (Jagte Raho)
- 1957: Sharada
- 1958: Phir Subah Hogi
- 1959: Anari
- 1960: Jis Desh Mein Ganga Behti Hai
- 1960: Shriman Satyawadi
- 1961: Junglee
- 1963: Bluff Master
- 1963: Bandini
- 1964: Apne Huye Paraye
- 1964: Sangam
- 1966: Teesri Kasam
- 1966: Dil Ne Phir Yaad Kiya
- 1967: Milan
- 1967: Diwana
- 1970: Kati Patang
- 1971: Anand
- 1972: Shor
- 1975: Do Jasoos
- 1975: Chhoti Si Baat
- 1976: Kabhi Kabhie
- 1976: Bhagwan Samaye Sansar Mein
- 1977: Amar Akbar Anthony

## Auszeichnungen
- National Film Award als beste Playbacksänger
  - 1974 für "Kahi Baar Yoon Bhi Dekha Hai" aus dem Film Rajnigandha

- Filmfare Awards als beste Playbacksänger
  - 1960 für "Sab Kuchh Seekha Humne" aus dem Film Anari
  - 1971 für "Sabse Bada Nadan" aus dem Film Pehchan
  - 1973 für "Jai Bolo Be-Imaan Ki" aus dem Film Be-Imaan
  - 1960 für "Kabhi Kabhie Mere Dil Mein" aus dem Film Kabhi Kabhie